# エー・シー・ジー・ティー
株式会社エー・シー・ジー・ティー（英: ACGT Co.,Ltd.）は、日本のアニメ制作会社。
社名は「ANIMATION & COMPUTER GRAPHIC TECHNOLOGY」を略したもの。

## 概要・沿革
2000年12月、ライフワークの制作出身で、トライアングルスタッフの制作プロデューサーを務めた安部正次郎と制作スタッフの馬場健らがオービー企画の関連会社として東京都杉並区井草5丁目1番10号に設立した。
2006年、業務拡張に伴いラディクス旧本社所在地である東京都練馬区関町南4丁目16番19号へ移転。
2011年6月、代表取締役の安部正次郎が株式のうち47%を取得し、実質的な独立企業としての活動を開始。2012年2月、現在の東京都武蔵野市吉祥寺東町1丁目13番3号へ移転。
近年はグロス請けをメインとして、様々な作品に参加している。

## 作品履歴

### テレビアニメ
| 開始年 | 放送期間         | タイトル                                                                                     | 監督             | アニメーション プロデューサー | 備考                   |
| ------ | ---------------- | -------------------------------------------------------------------------------------------- | ---------------- | ----------------------------- | ---------------------- |
| 2002年 | 1月 - 6月        | 七人のナナ                                                                                   | 今川泰宏         | 安部正次郎                    |                        |
| 2002年 | 10月 - 2003年3月 | デュエル・マスターズ                                                                         | 鈴木輪流郎       | 光延青児 安部正次郞           | 共同制作：スタジオ雲雀 |
| 2003年 | 4月 - 7月        | キノの旅                                                                                     | 中村隆太郎       | 安部正次郎                    |                        |
| 2003年 | 4月 - 9月        | DEAR BOYS                                                                                    | 工藤進           | 安部正次郎                    |                        |
| 2003年 | 4月 - 6月        | 人間交差点 -HUMAN SCRAMBLE-                                                                  | 久米一成         | 安部正次郎                    |                        |
| 2004年 | 4月 - 6月        | 恋風                                                                                         | 大森貴弘         | 安部正次郎                    |                        |
| 2004年 | 4月 - 2006年2月  | 頭文字D Fourth Stage                                                                         | 冨永恒雄         | 安部正次郎                    |                        |
| 2005年 | 1月 - 3月        | らいむいろ流奇譚X CROSS〜恋、教ヘテクダサイ。〜                                              | 冨永恒雄         | 安部正次郎                    |                        |
| 2006年 | 7月 - 12月       | Project BLUE 地球SOS                                                                         | 岡村天斎         | 安部正次郎                    |                        |
| 2007年 | 6月 - 2008年9月  | 湾岸ミッドナイト                                                                             | 冨永恒雄         | 安部正次郎                    |                        |
| 2008年 | 1月 - 3月        | 君が主で執事が俺で                                                                           | 工藤進           | 安部正次郎                    |                        |
| 2008年 | 4月 - 9月        | モノクローム・ファクター                                                                     | 紅優             | 安部正次郎                    |                        |
| 2011年 | 1月 - 4月        | フリージング                                                                                 | 渡部高志         | 安部正次郎                    |                        |
| 2013年 | 10月 - 12月      | フリージング ヴァイブレーション                                                              | 渡部高志         | 安部正次郎                    |                        |
| 2014年 | 4月 - 6月        | 風雲維新ダイ☆ショーグン                                                                      | 渡部高志         | 大橋正夫 安部正次郎           | 共同制作：J.C.STAFF    |
| 2017年 | 1月 - 3月        | 南鎌倉高校女子自転車部                                                                       | 工藤進           | 松倉友二 安部正次郎           | 共同制作：J.C.STAFF    |
| 2017年 | 4月              | 南鎌倉高校女子自転車部                                                                       | 工藤進           | 松倉友二 安部正次郎           | 共同制作：J.C.STAFF    |
| 2017年 | 10月 - 12月      | Dies irae                                                                                    | 工藤進           | 安部正次郎                    |                        |
| 2018年 | 7月              | Dies irae To the ring reincarnation                                                          | 工藤進           | 安部正次郎                    |                        |
| 2022年 | 1月 - 3月        | オリエント                                                                                   | 柳沢テツヤ       | 安部正次郎 鈴木誠二           | 第1クール              |
| 2022年 | 7月 - 9月        | オリエント                                                                                   | 柳沢テツヤ       | 安部正次郎 鈴木誠二           | 第2クール              |
| 2023年 | 10月 - 12月      | 暴食のベルセルク                                                                             | 柳沢テツヤ       | 安部正次郎 鈴木誠二           | 制作協力：エー・ライン |
| 2026年 | 未公表           | 「お前ごときが魔王に勝てると思うな」と勇者パーティを追放されたので、王都で気ままに暮らしたい | カマナカノブハル | 未公表                        |                        |

### 劇場アニメ
- キノの旅 何かをするために -life goes on.-（2005年、監督：渡部高志）

### OVA
| 発売年 | タイトル               | 監督     | アニメーション プロデューサー | 備考    |
| ------ | ---------------------- | -------- | ----------------------------- | ------- |
| 2001年 | 頭文字D Extra Stage    | 山口史嗣 | 安部正次郎                    |         |
| 2002年 | 頭文字D Battle Stage   | 山口史嗣 | 安部正次郎                    |         |
| 2003年 | 新・北斗の拳           | 渡部高志 | 安部正次郎                    | -2004年 |
| 2007年 | 頭文字D Battle Stage 2 | 冨永恒雄 | 安部正次郎                    |         |
| 2008年 | 頭文字D Extra Stage 2  | 冨永恒雄 | 安部正次郎                    |         |

### Webアニメ
- GR-GIANT ROBO-（2007年、監督：宇佐美廉（総）、むらた雅彦）

### 制作協力
- ドッとKONIちゃん（制作元請：シャフト、各話制作協力、2001年）
- 地球少女アルジュナ（制作元請：サテライト、各話制作協力、2001年）
- 機動天使エンジェリックレイヤー（制作元請：ボンズ、各話制作協力、2001年）
- 攻殻機動隊 STAND ALONE COMPLEX（制作元請：Production I.G、制作協力、2002年）
- アーケードゲーマーふぶき（制作元請：シャフト、各話アニメーション協力、2002年）
- ぽぽたん（制作元請：シャフト、各話制作協力、2003年）
- ef - a tale of melodies.（制作元請：シャフト、各話制作協力、2008年）
- デトロイト・メタル・シティ（制作元請：STUDIO 4℃、各話制作協力、2008年）
- スレイヤーズEVOLUTION-R（制作元請：J.C.STAFF、各話制作協力、2009年）
- 蒼天航路（制作元請：マッドハウス、各話制作協力、2009年）
- 鋼の錬金術師 FULLMETAL ALCHEMIST（制作元請：ボンズ、各話制作協力、2009年）
- ハヤテのごとく!!（制作元請：J.C.STAFF、各話制作協力、2009年）
- 大正野球娘。（制作元請：J.C.STAFF、各話制作協力、2009年）
- ダンス イン ザ ヴァンパイアバンド（制作元請：シャフト、アニメーション協力、2010年）
- 世界一初恋（制作元請：スタジオディーン、各話制作協力、2011年）
- 緋弾のアリア（制作元請：J.C.STAFF、各話制作協力、2011年）
- 神様のメモ帳（制作元請：J.C.STAFF、各話制作協力、2011年）
- 夏目友人帳 参（制作元請：ブレインズ・ベース、各話制作協力、2011年）
- BLOOD-C（制作元請：Production I.G、各話制作協力、2011年）
- 夏目友人帳 肆（制作元請：ブレインズ・ベース、各話制作協力、2012年）
- 未来日記（制作元請：アスリード、各話制作協力、2012年）
- キルミーベイベー（制作元請：J.C.STAFF、各話制作協力、2012年）
- アクエリオンEVOL （制作元請：サテライト×エイトビット、各話制作協力、2012年）
- モーレツ宇宙海賊（制作元請：サテライト、各話制作協力、2012年）
- AKB0048（制作元請：サテライト、各話制作協力、2012年）
- 咲-Saki- 阿知賀編 episode of side-A（制作元請：Studio五組、各話制作協力、2012年）
- この中に1人、妹がいる!（制作元請：Studio五組、各話制作協力、2012年）
- 聖闘士星矢Ω（制作元請：東映アニメーション、各話制作協力、2012年）
- ROBOTICS;NOTES（制作元請：Production I.G、各話制作協力、2012年）
- 絶園のテンペスト（制作元請：ボンズ、各話制作協力、2012年）
- 閃乱カグラ（制作元請：アニメーションスタジオ・アートランド、各話制作協力、2013年）
- とある科学の超電磁砲S（制作元請：J.C.STAFF、各話制作協力、2013年）
- テンカイナイト（制作元請：ボンズ、各話制作協力、2014年）
- オレカバトル（制作元請：OLM、XEBEC、各話制作協力、2014年）
- 魔弾の王と戦姫（制作元請：サテライト、各話制作協力、2014年）
- 俺、ツインテールになります。（制作元請：プロダクションアイムズ、各話制作協力、2014年）
- 新妹魔王の契約者（制作元請：プロダクションアイムズ、各話制作協力、2015年）
- 俺物語!!（制作元請：マッドハウス、各話制作協力、2015年）
- 長門有希ちゃんの消失（制作元請：サテライト、各話制作協力、2015年）
- 戦姫絶唱シンフォギアGX（制作元請：サテライト、各話制作協力、2015年）
- ももくり（制作元請：サテライト、各話制作協力、2016年）
- 斉木楠雄のΨ難（制作元請：EGG FIRM×J.C.STAFF、各話制作協力、2016年）
- トミカハイパーレスキュー ドライブヘッド 機動救急警察（制作元請：OLM、制作協力、2017年）
- とある科学の一方通行（制作元請：J.C.STAFF、各話制作協力、2019年）
- 通常攻撃が全体攻撃で二回攻撃のお母さんは好きですか?（制作元請：J.C.STAFF、各話制作協力、2019年）
- ミュークルドリーミー（制作元請：J.C.STAFF、各話制作協力、2020年）
- FAIRY TAIL 100年クエスト（制作元請：J.C.STAFF、各話制作協力、2024年）

## 関連人物

### アニメーター・演出家
- 安藤正浩
- 須賀重行（取締役）
- 鎌仲史陽
- 羽多野浩平
- 福世孝明
- 松本文男

- 柳沢テツヤ
- 工藤進
- 髙木啓明
- きむらひでふみ
- 村山靖
- 古澤貴文

- 橋本久美
- 齋藤和広
- 今井恵
- 横山悦子
- 鍵山仁志
- 小野沢雅子

- 遠藤麻美
- 黒田彩加
- 斎藤大雅

### 制作
- 安部正次郎（創業者・代表取締役・プロデューサー）
- 馬場健（創業者・取締役・制作担当）
- 松本佳美（設定制作）
- 韓義燮（制作進行）